# Jewel
Jewel Kilcher (født 23. maj 1974 i Utah, USA) er en amerikansk komponist, musikartist, skuespillerinde, filantropist og forfatterinde. Som oftes omtales hun kun ved hendes fornavn, Jewel. Hun har solgt over 25 millioner album på verdensbasis.
Jewel har også medvirket i film og teater. I 1999 medvirkede hun i filmen Ride with the Devil, med Tobey Maguire i hovedrollen. Hun har også været offer i Ashton Kutchers Punk'd i 2007, samt mange andre ting.

## Diskografi
- Pieces of You (1995)
- Spirit (1998)
- Joy: A Holiday Collection (1999)
- This Way (2001)
- 0304 (2003)
- Goodbye Alice in Wonderland (2006)